# Ivars d’Urgell
Ivars d’Urgell (spanisch Ibars de Urgel) ist eine katalanische Gemeinde (municipio) mit 1.590 Einwohnern (Stand: 2024) in der Provinz Lleida im Nordosten Spaniens. Sie gehört zur Comarca Pla d’Urgell. Zur Gemeinde gehören neben dem gleichnamigen Hauptort auch die Ortschaft Vallverd sowie die Weiler La Cendrosa, Montsuar und Montalé.

## Geographische Lage
Ivars d’Urgell liegt etwa 38 Kilometer ostnordöstlich von Lleida in einer Höhe von ca. 285 m. 

## Bevölkerungsentwicklung
| 1900 | 1930 | 1950 | 1970 | 1981 | 1991 | 2001 | 2011 | 2021 |
| ---- | ---- | ---- | ---- | ---- | ---- | ---- | ---- | ---- |
| 928  | 1812 | 2034 | 2038 | 1793 | 1744 | 1779 | 1702 | 1553 |

## Sehenswürdigkeiten
- Reste der Burg von Montsua
- Andreaskirche in Ivars d’Urgell
- Michaeliskirche in Vallverd
- Marienkapelle

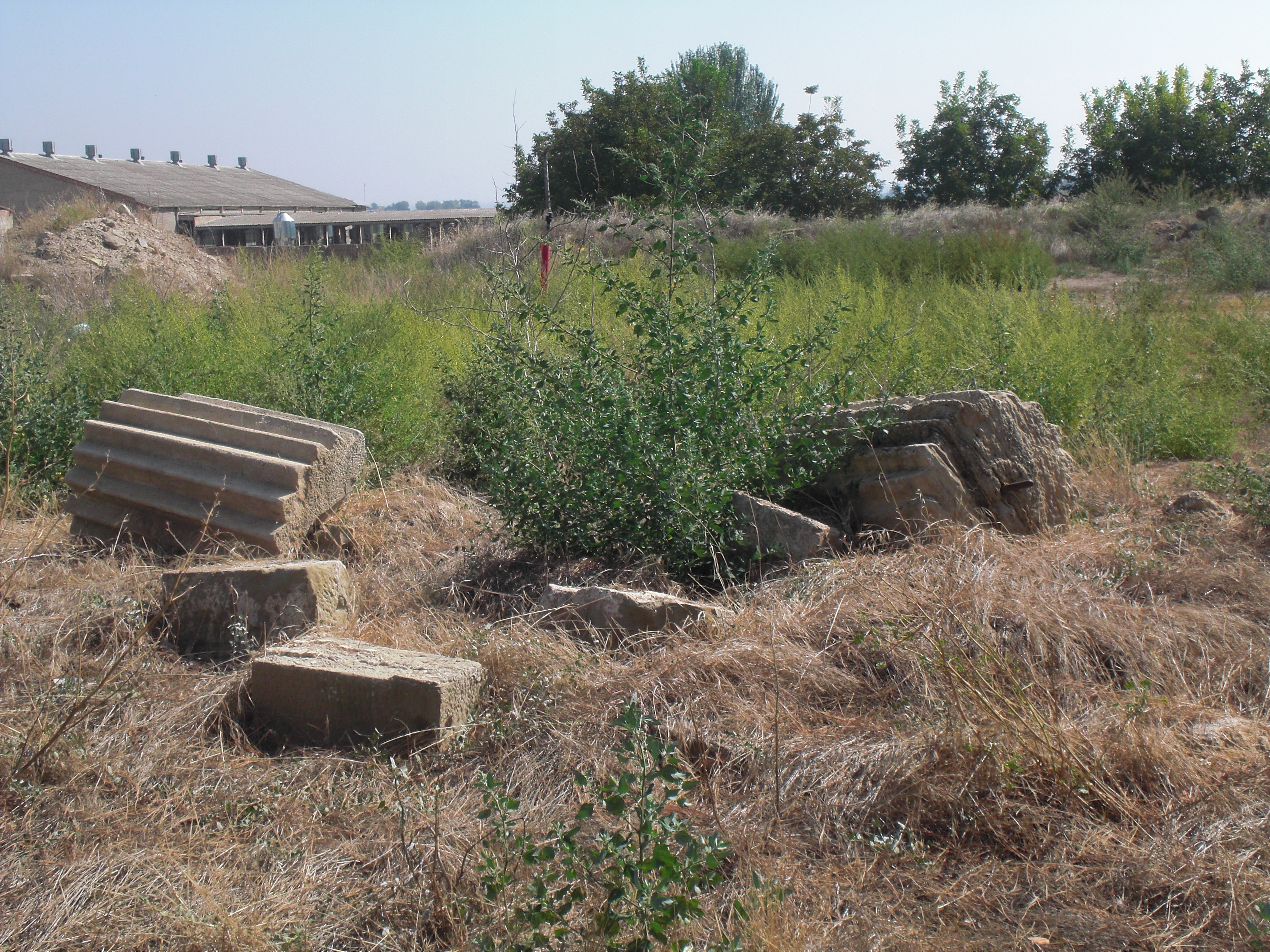
Burgreste von Montsuar
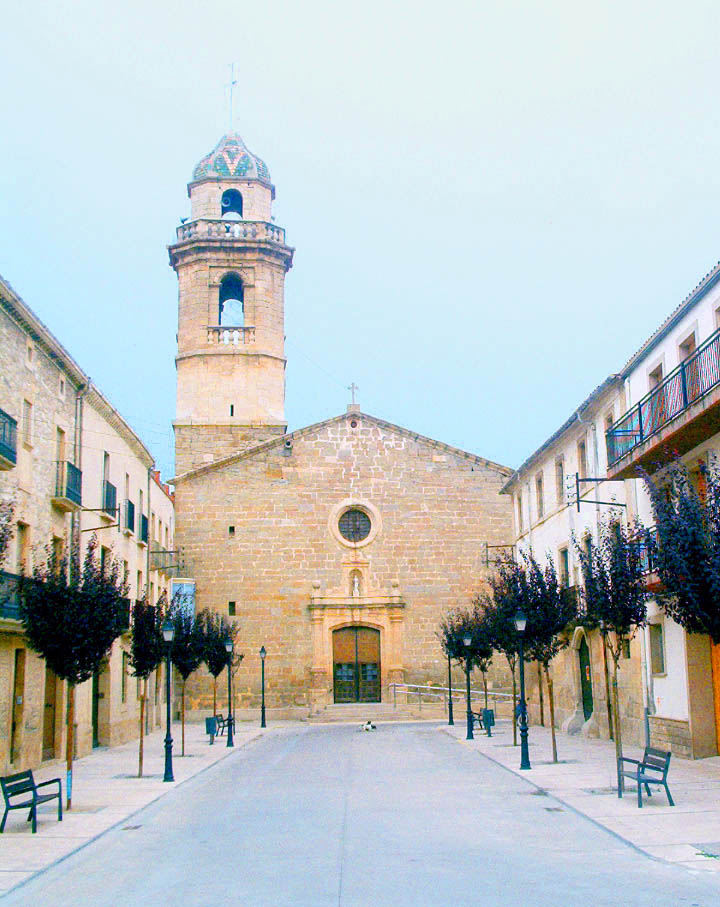
Andreaskirche
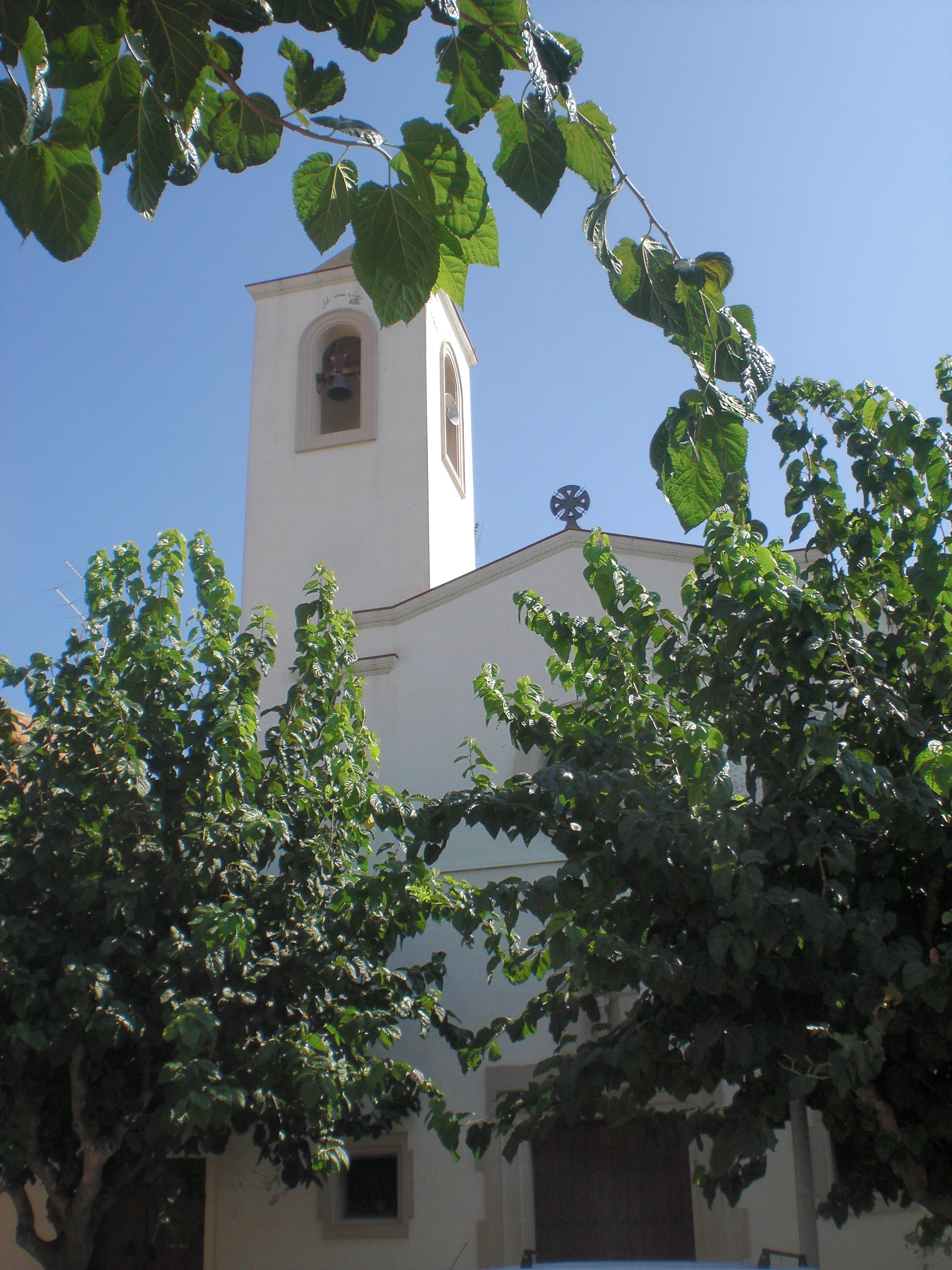
Michaeliskirche
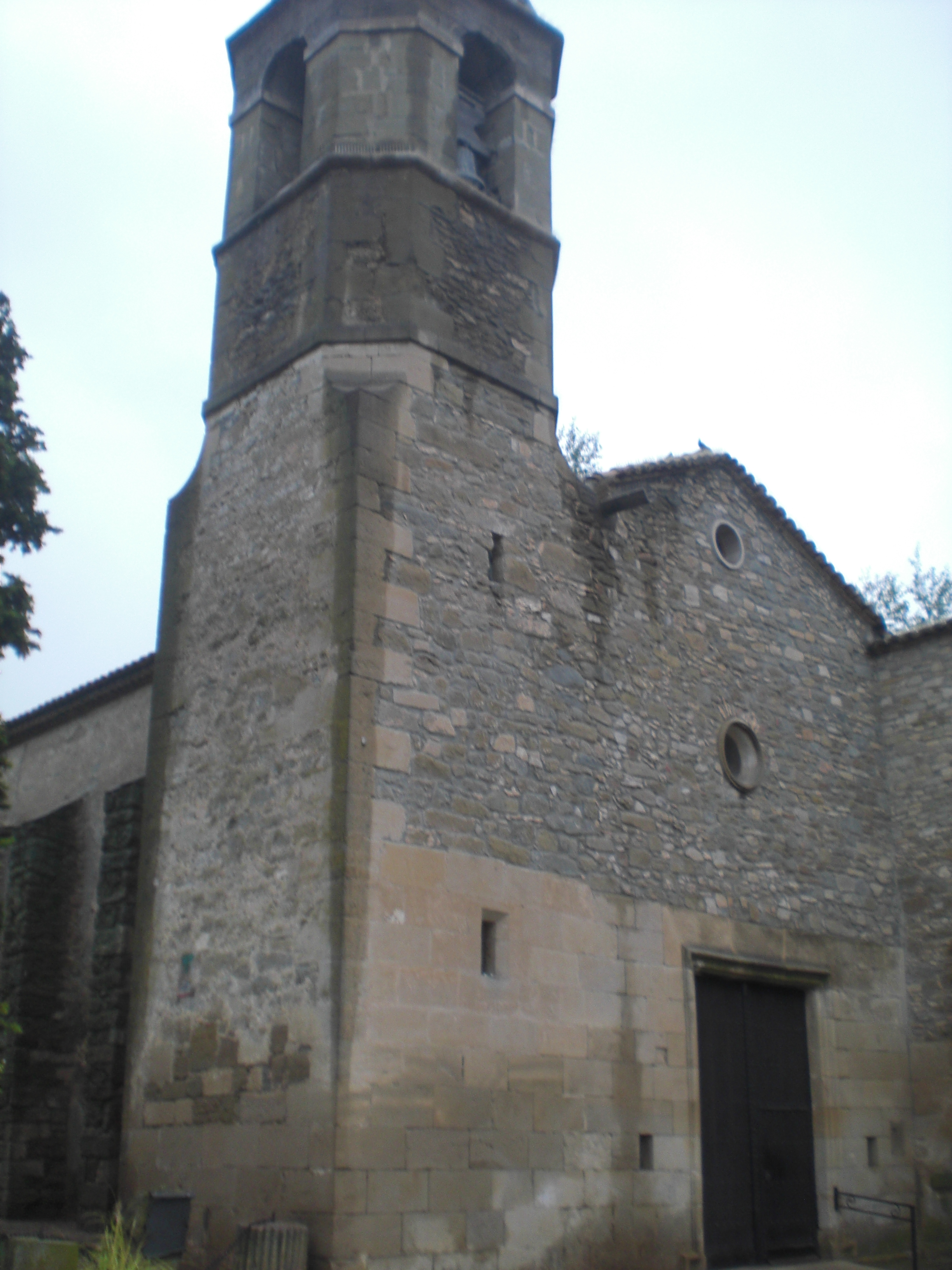
Marienkapelle